# Luigi Signorini Corsi
Luigi Signorini Corsi (L'Aquila, 17 agosto 1897 – L'Aquila, 16 marzo 1967) è stato un avvocato e collezionista d'arte italiano.

## Biografia
Nacque nel 1897 all'Aquila da nobile famiglia, figlio di Francesco Signorini Corsi e Berenice Iacobucci, a sua volta figlia di Michele Iacobucci. Avvocato, oltre a portare avanti impegni professionali e a ricoprire incarichi amministrativi, durante la sua vita fu collezionista di una grande quantità di opere d'arte, che furono raccolte in una collezione molto varia nel palazzo di famiglia, nel centro storico dell'Aquila; fu inoltre insignito dell'onorificenza di gentiluomo di sua santità. Alla sua morte, avvenuta all'Aquila nel 1967, lasciò in legato all'amministrazione comunale della città il palazzo e le opere; la collezione fu quindi adattata a museo, diventando la casa museo Signorini Corsi.